# قرار مجلس الأمن التابع للأمم المتحدة رقم 1409
قرار مجلس الأمن التابع للأمم المتحدة رقم 1409، الذي اعتمد بالإجماع في 14 مايو 2002، بعد الإشارة إلى جميع القرارات السابقة بشأن العراق، بما في ذلك القرارات 986 (1995)، 1284 (1999)، 1352 (2001)، 1360 (2001) و1382 (2001) بشأن برنامج النفط مقابل الغذاء، مدد المجلس الأحكام المتعلقة بتصدير النفط والمنتجات النفطية العراقية مقابل المعونة الإنسانية لمدة 180 يومًا أخرى، ووافق على قائمة بالعقوبات المنقحة ضد هذا البلد. وكان اعتماده مبسطًا لبرنامج العقوبات، مع رفع القيود المفروضة على شحن السلع المدنية إلى العراق رغم استمرار حظر الأسلحة والسلع العسكرية.
وعملًا بالفصل السابع من ميثاق الأمم المتحدة، مدد المجلس برنامج النفط مقابل الغذاء لمدة 180 يومًا ابتداء من الساعة 00:01 م.ز.ش في 30 مايو 2002. وقد اقتنع مجلس الأمن بالحاجة إلى تدبير مؤقت لتقديم المساعدة الإنسانية إلى الشعب العراقي إلى أن تفي الحكومة العراقية بأحكام القرار 687 (1991) و1284، ووزعت المعونة على قدم المساواة في جميع أنحاء البلد. ولاحظ أن قرار اعتماد قائمة باستعراض السلع في القرار 1382 سيبدأ سريانه اعتبارًا من 30 مايو 2002. وفي الوقت نفسه، ستعتمد البلدان قائمة استعراض السلع بالأصناف المقيدة وأن الأموال المودعة في حساب الضمان ستستخدم لتمويل السلع والمنتجات المأذون بها للتصدير إلى العراق. ستجري استعراضات قائمة السلع وتنفيذ التدابير على أساس منتظم. وطلب إلى الأمين العام كوفي أنان أن يقدم تقييمًا لتنفيذ قائمة استعراض السلع.
وقد أرفقت بهذا القرار إجراءات منقحة تتعلق باستعراض الطلبات المقدمة إلى العراق من برنامج مكتب العراق، و‌لجنة الأمم المتحدة للرصد والتحقق والتفتيش، و‌الوكالة الدولية للطاقة الذرية. ويتعين أن تتضمن الطلبات معلومات مفصلة عن السلع والسلع الأساسية التي يتعين تصديرها، بما في ذلك ما إذا كانت السلع أو السلع الأساسية تتضمن بنودًا في قائمه استعراض السلع.
وقد اعتمد القرار 1409 بالإجماع على الرغم من أن سوريا سعت إلى إدراج إشارة تتعلق بحق العراق في الدفاع عن نفسه، وإن كان ذلك قد رفض.

## وصلات خارجية
- نص القرار على UNHCR.org